# Abenteuer auf der Lego Insel
Abenteuer auf der Lego Insel (Eigenschreibweise: Abenteuer auf der LEGO Insel; englischer Originaltitel: Lego Island) ist ein Lego-Computerspiel, das von Mindscape entwickelt und 1997 für Windows veröffentlicht wurde. Es ist nach Lego Fun to Build das zweite Lego-Videospiel und das erste außerhalb von Japan veröffentlichte Lego-Computerspiel überhaupt. Abenteuer auf der Lego Insel wurde von der USK als sogenanntes Edutainment-Produkt ohne Altersbeschränkung freigegeben. PEGI versah 2004 einen Re-Release des Spiels von Disky Communications Europe B.V. mit der Empfehlung ab 3 Jahren.

## Spielprinzip
Abenteuer auf der Lego Insel ist ein 3D-Spiel, das in der Egoperspektive gespielt wird. Die namensgebende Lego Insel kann dabei ähnlich einer Open-World frei bereist werden. Der Spieler hat die Wahl zwischen mehreren spielbaren Charakteren, mit denen an verschiedenen Punkten der Spielwelt teils unterschiedliche Missionen absolviert werden können. Zentrale Elemente der Missionen sind dabei Zusammenbau und Benutzung von Lego-Fahrzeugen. Beim Zusammenbau muss der Spieler dabei die vorgegebenen Klemmbausteine an die vorgesehenen Stellen ziehen und hat durch Auswahl von Farbe und Aufdruck einen geringen Einfluss auf das spätere Aussehen des Vehikels. Es gibt zwei Rennspiel-Missionen: Jet-Ski-Rennen auf einem von Bojen abgesteckten Meeresareal und Autorennen auf einer Rennstrecke. Die Missionen können in beliebiger Reihenfolge gespielt werden.

### Missionen
Das Spiel enthält folgende Missionen, bei denen der Verlauf zum Teil vom gewählten Charakter abhängt:
- Autorennen: Rennwagen zusammenbauen und Rennen fahren
- Jet-Ski-Rennen: Jet-Ski zusammenbauen und Rennen bestreiten
- Pizza-Auslieferung: Pizzas zu verschiedenen Orten der Lego Insel bringen
- Abschleppdienst: Fahrzeuge zur Werkstatt abschleppen
- Krankenwagen: Verletzte zum Krankenhaus bringen

## Handlung
Das Spiel hat durch seinen nichtlinearen Spielablauf nur bedingt eine vorgegebene Story. Aus dem als Spielhandbuch beiliegenden Comic geht allerdings die Hintergrundgeschichte der Lego Insel hervor. Zudem gibt es eine spezielle Story-Mission im Spiel, die gestartet wird, wenn man mit dem Charakter Pepper Roni die Pizza-Lieferdienst-Mission annimmt. Im Verlauf dieser Mission muss der aus dem Gefängnis fliehende Steinbrecher wieder eingefangen werden.

### Spielbare Charaktere
Dem Spieler stehen fünf spielbare Charaktere zur Auswahl:
- Pepper Roni: Pizza-Lieferjunge
- Papa Brickolini: Ziehvater von Pepper und Pizzeria-Eigentümer
- Mama Brickolini: Ziehmutter von Pepper und Köchin
- Laura Brick: Polizistin
- Nick Brick: Bruder von Laura Brick, Polizist

### Weitere Charaktere (Auswahl)
- Infomaniac:[13] Schöpfer der Lego Insel
- Steinbrecher (im englischen Original Brickster): Antagonist, der die Insel zerstören will[10]
- Ingo Nöhr (im englischen Original Bill Ding[13]): Ingenieur, der Tipps beim Zusammenbau gibt
- Dr. Clickitt:[13] Chefarzt des Krankenhauses

## Entwicklung
Im Jahr 1996 investierte der Lego-Konzern fast 2 Millionen US-Dollar in die Entwicklung von Computerspielen.
Das Spiel wurde im Januar 1996 unter dem Titel Lego Town angekündigt und sollte auf dem Lego System Thema Town basieren.
Ein Jahr später wurde die Namensänderung zu Adventures on Lego Island bekannt gegeben.
Im September 1997 wurde schließlich der Release am 26. des Monats unter dem finalen englischen Titel Lego Island ankündigt. Der deutsche Titel wurde bei Abenteuer auf der Lego Insel belassen.
Für die Gestaltung der Spielwelt wurde ein Modell der Lego Insel aus realen Legosteinen in den Räumlichkeiten des Entwicklerstudios Mindscape gebaut.
Das Spiel wurde 2024 durch Fans dekompiliert, wodurch der Quelltext frei zugängig ist.

## Rezeption

### Verkaufszahlen
Bis 1999 verkaufte sich das Spiel in den USA mehr als 909.000 Mal.

### Auszeichnungen
1998 erhielt das Spiel eine Auszeichnung bei den Interactive Achievement Awards der Academy of Interactive Arts & Sciences in der Kategorie Bestes PC-Spiel für Familien/Kinder.

## Nachfolger
2001 wurde der Nachfolger Lego Insel 2: Der Steinbrecher kehrt zurück (Originaltitel: Lego Island 2: The Brickster's Revenge) für Windows, PlayStation, Game Boy Color und Game Boy Advance veröffentlicht. In dem von Silicon Dreams entwickelten Spiel spielt man wieder den Hauptcharakter Pepper Roni und muss erneut den Steinbrecher jagen und einfangen. Der zweite Teil hat eine linearere Erzählweise, wobei immer noch viel Wert auf freie Erkundung der Spielwelten gelegt wird. Er enthält zudem Jump-’n’-Run-Elemente.
Im darauffolgenden Jahr erschien das Spiel Island Xtreme Stunts, das sich ebenfalls um die Lego Insel, Pepper Roni und den Steinbrecher dreht und deshalb als dritter Teil der Reihe angesehen werden kann. Dazu wurden auch diverse Lego-Sets veröffentlicht.